# Urzuty (województwo świętokrzyskie)
Urzuty – wieś w Polsce położona w województwie świętokrzyskim, w powiecie kazimierskim, w gminie Opatowiec. Leży przy drodze krajowej nr 79.
| SIMC    | Nazwa   | Rodzaj    |
| ------- | ------- | --------- |
| 0258112 | Krzywda | część wsi |
| 0258129 | Legatka | część wsi |
| 0258135 | Zaskale | część wsi |

Były wsią benedyktynów tynieckich w województwie sandomierskim w ostatniej ćwierci XVI wieku. W latach 1975–1998 miejscowość należała administracyjnie do województwa kieleckiego.